# 1946 في العراق
فيما يلي قوائم الأحداث التي وقعت خلال عام 1946 في العراق.

## سياسة

### تعيين في المنصب
- 26 أغسطس – عبد الإله حافظ وزير التموين،وزير التموين.

### انتهاء فترة المنصب
- 31 مايو – نصرت الفارسي عضو مجلس النواب العراقي.
- 14 نوفمبر – عبد الإله حافظ وزير التموين.

## مواليد

### يناير
- 1 يناير – آمال الزهاوي
- 1 يناير – إياد السامرائي سياسي عراقي.
- 1 يناير – باقر جبر الزبيدي سياسي عراقي.
- 1 يناير – جمال صالح لاعب كرة قدم عراقي.
- 1 يناير – علي الأديب سياسي عراقي.
- 1 يناير – فالح عبد الجبار عالم اجتماع عراقي.
- 1 يناير – هناء ادور

### فبراير
- 22 فبراير – عبد الكريم فندي مؤلف، كاتب، صحفي.

## وفيات

### فبراير
- 11 فبراير – صالح باش أعيان العباسي (مواليد 1874) من أعلام أسرة باش أعيان في البصرة التي يتصل نسبها بهاشم بن المستضيء بالله الخليفة العباسي، شغل منصب وزير الأوقاف في وزارة جعفر العسكري عام 1923، ورئيس مجلس الأعيان في عهد المملكة العراقية عام 1944..